# Clase Derfflinger
Los clase Derfflinger fueron tres Schlachtkreuzer (Cruceros de batalla) de la de la Marina Imperial Alemana. Fueron ordenados entre 1912 y 1913 dentro del programa de construcciones de la armada imperial como respuesta a la clase Indefatigable de la Royal Navy tres nuevos cruceros de batalla, fueron construidos en pocos años. En aquella época, Gran Bretaña y el Imperio Alemán estaban envueltos en una carrera armamentística naval. Estos buques, reflejaban mejoras en su diseño sobre sus predecesores de la clase Moltke y el crucero único de su clase SMS Seydlitz, portando un mayor armamento.

## Diseño

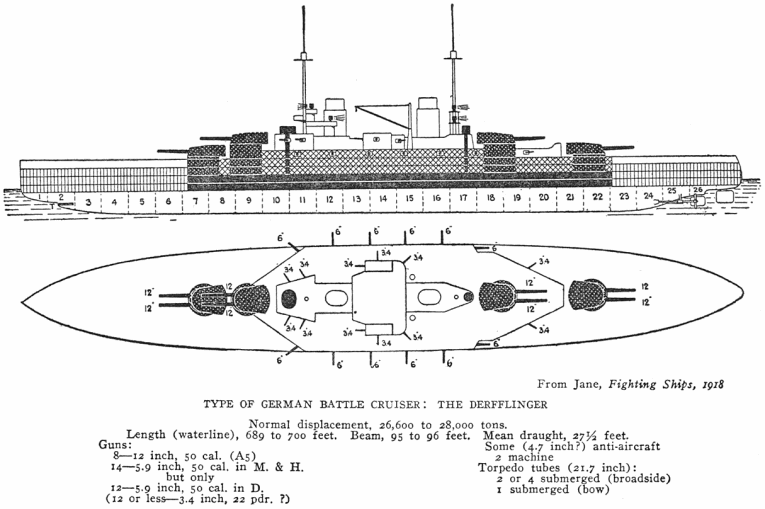
Diagrama de la clase Derfflinger.

El SMS Derfflinger y sus gemelos SMS Lützow y SMS Hindenburg fueron diseñados como complemento a los acorazados clase König.  Ambas clases, montaban su artillería principal en torres gemelas en la línea de crujía, y ambas clases, fueron diseñadas con una parte de sus calderas funcionando con combustibles líquidos.  De los tres, únicamente el Derfflinger fue construido como una nueva unidad en la flota, ya que los otros dos navíos, eran el reemplazo de navíos que habían quedado obsoletos; El Lützow por la corbeta/crucero SMS Kaiserin Augusta y el Hindenburg por el crucero pesado SMS Hertha.
Los Derfflingers fueron los primeros cruceros de batalla en portar cañones de 305 mm en su artillería principal y los primeros buques capitales alemanes en tener un diseño de cubierta corrida, y sin casamatas en el casco, como una previsualización en el diseño de los buques de los años 30.
El SMS Derfflinger y su gemelo, el SMS Lützow, estaban activos durante la Batalla de Jutlandia, y entre ambos, hundieron, o ayudaron a hundir a los buques  HMS Invincible y  HMS Queen Mary. El Lützow recibió más de 24 impactos, incluidos 4 de 381 mm (15"), pero cuando se encontraba en el camino de vuelta, a la entrada del Canal de Kiel con 8000 toneladas de agua embarcadas, no consiguió alcanzar el estuario, fue abandonado y hundido por torpedos lanzados desde uno de sus buques de escolta, el torpedero G-38. El Derfflinger, recibió 17 impactos de grueso calibre y 4 de medio, embarcando más de 3000 toneladas de agua, consiguió llegar a su puerto teniendo especial cuidado de no enredar las redes anti torpedo en sus hélices.
Originalmente, portaban un mástil simple a proa, durante las reparaciones que siguieron a Jutlandia, el Derfflinger (y el Hindenburgcuando estuvo completado) se les cambió el mástil de proa por un trípode, y algunos cañones de 88 mm fueron retirados. También como resultado de la experiencia de Jutlandia, se le retiró las redes antitorpedos a todos los buques.
Retrasado por habérsele dado prioridad a otras construcciones, y modificado con respecto al diseño original, el SMS Hindenburg que no pudo participar en Jutlandia por estar inconcluso, era el más rápido de los tres, con una velocidad de 26,6 nudos con carga de combate, aunque nunca llegó a combatir. Este último buques, se distinguió por:
1. Ser el último crucero de batalla completado por la Armada Imperial Alemana

2. Ser el último buque en hundirse en el gran auto hundimiento de Scapa Flow.
El Derfflinger y el  Hindenburg sobrevivieron a la guerra, y fueron internados en Scapa Flow, donde ambos, fueron echados a pique por sus tripulaciones el 21 de junio de 1919. Fueron los últimos cruceros de batalla terminados por la Armada Imperial, aunque no, los últimos construidos correspondiendo esa distinción a los clase  Mackensen.

## Unidades de la clase

### SMSDerfflinger
Construido en los astilleros de Blohm & Voss en la ciudad de Hamburgo, El SMS Derfflinger fue puesto en grada en enero de 1912, botado el 1 de julio de 1913 y dado de alta el 1 de septiembre de 1914, aunque no estuvo plenamente operativo hasta noviembre de 1914, recibió 21 impactos en la Batalla de Jutlandia el 31 de mayo de 1916, tras lo cual, permaneció fuera de servicio por reparaciones durante cuatro meses. Fue echado a pique en Scapa Flow por su tripulación para evitar que fuera entregado a una de las potencias ganadoras de la guerra el 21 de junio de 1919, terminando de hundirse a las 14:45.
Fue reflotado en 1939 y desguazado en Rosyth en 1946.

### SMSLützow
Construido en los astilleros de Schichau-Werft en la ciudad de Danzig, el SMS Lützow fue puesto en grada en 1912, botado el 29 de noviembre de 1913, y dado de alta el 8 de agosto de 1915 aunque no estuvo completamente operacional hasta marzo de 1916, El Lutzow estaba armado con dos cañones más de 150 mm (5,9") y sus tubos lanzatropedos, eran de 600 mm, en lugar de los 500 mm del proyecto original. En la Batalla de Jutlandia del 31 de mayo de 1916 recibió cuatro impactos de 381 mm (15”), 12 de 343 mm (13,5”) y 8 de 305 mm (12”), Con daños severos y eventualmente condenado, fue echado apique tras ser abandonado el 1 de junio de 1916.  En el momento de ser echado a pique, la línea de flotación, alcanzaba la altura de la barbeta número 2.  El Lützow se preserva en la actualidad como tumba de guerra por Alemania.

### SMSHindenburg
Construido en los astilleros de Kaiserliche Werft en la ciudad de Wilhelmshaven, el SMS Hindenburg fue el último crucero de batalla completado por el Imperio Alemán. Fue puesto en grada el 30 de junio de 1913, botado el 1 de agosto de 1915 y dado de alta el 10 de mayo de 1917, aunque no estuvo completamente operacional hasta el 20 de octubre de 1917, demasiado tarde para participar en alguna acción de la Primera Guerra Mundial, al igual que el Lützow, estaba armado con dos cañones más de 150 mm y sus tubos lanzatorpedos, eran de 600 mm.  Tras ser internado en Scapa Flow. Fue echado a pique por su tripulación para evitar que fuera entregado a una de las potencias ganadoras de la guerra el 21 de junio de 1919, terminando de hundirse a las 17:00.  Se intentó reflotarlo en 1926, pero volvió a hundirse de nuevo. El 23 de julio de 1930 se intentó de nuevo, esta vez con resultado positivo, tras lo cual, fue desguazado Rosyth entre 1930 y 1932.

### Buques de la clase
• SMS Derfflinger
• SMS Lützow
• SMS Hindenburg

### Listas relacionadas
• Acorazados de Alemania
• Buques de la Kaiserliche Marine
• Cruceros de batalla